# Кіавентійо
Кіавентійо Тарбелл відома як Кіавентійо (нар. 28 квітня 2006, Аквесасне, Онтаріо, Канада), — канадська актриса та автор пісень. Вона дебютувала на телебаченні в третьому сезоні серіалу CBC «Енн» (2019) і дебютувала в кіно у фільмі «Боби» (2020). Вона зіграла роль Майї Томас у ситкомі «Падіння Резерфордів» (2021). Її взяли на роль Катари в рімейку фільму Netflix «Аватар: Останній захисник» (2024).

## Біографія
Кіавентійо народилася в сім'ї могавків в Аквесасне, індіанській резервації, яка розташована по обидва боки кордону між Канадою та Сполученими Штатами, що проходить через річку Святого Лаврентія. Зі сторони США вона також відома як резервація могавків Сент-Ріджис.
Її ім'я мовою могавків означає «гарний ранок». Її батьки — Барбара та Корі Тарбелл. Вона виросла в будинку на острові Корнуолл і відвідувала школу в Аквесасне та Корнволлі. Вона живе між Оттавою, Монреалем і Нью-Йорком і має подвійне громадянство Канади та Сполучених Штатів.

## Кар'єра
Тарбелл була однією з 200 канадських актрис, які пройшли прослуховування на роль Ка'квет, яка фігурує в сюжетній лінії в третьому сезоні «Енн». Їй довелося навчитися говорити мовою мікмак і зрозуміти їхнє плем'я, історію та культуру. Вона також зіграла головну роль 12-річної дівчинки-могавка у фільмі «Боби», яка жила в Канаваке в 1990 році, під час Окської кризи.
Вона з'явилася в ролі персонажа Майї Томас у ситкомі Peacock «Падіння Резерфордів» (2021). У 2021 році її також обрали на роль Катари в серіалі «Аватар: Останній захисник» від Netflix.

## Фільмографія

### Кіно
| Рік  | Фільм | Роль | Примітки |
| ---- | ----- | ---- | -------- |
| 2020 | Боби  | Бінс |          |

### Телебачення
| Рік    | Серіал                    | Роль          | Примітки                                         |
| ------ | ------------------------- | ------------- | ------------------------------------------------ |
| 2019   | «Енн»                     | Ка'квет       | 5 епізодів                                       |
| 2021   | Падіння Резерфордів       | Майя Томас    | 2 епізоди                                        |
| 2023   | А що як…?                 | Вахта (голос) | Епізод: «А що як... Кагорі перебудувала б світ?» |
| 2024—… | Аватар: Останній захисник | Катара        | головна роль                                     |

## Дискографія

### Мініальбоми
| Назва      | Деталі                   |
| ---------- | ------------------------ |
| In My Head | Випущено: 5 березня 2021 |

### Сингли
- «Light at the End» (2020) з фільму Боби[en][11]

## Нагороди й номінації
| Рік  | Нагорода                      | Категорія    | Робота | Результат | Посилання |
| ---- | ----------------------------- | ------------ | ------ | --------- | --------- |
| 2019 | Vancouver Film Critics Circle | One to Watch | Боби   | Перемога  | [ 12 ]    |